# Thyone montoucheti
Thyone montoucheti is een zeekomkommer uit de familie Phyllophoridae.
De wetenschappelijke naam van de soort werd in 1971 gepubliceerd door Luiz Roberto Tommasi.